# El maravilloso mago de Oz (anime)
El maravilloso mago de Oz (オズの魔法使い Ozu no Mahōtsukai?) es una serie de anime basada en cuatro de los libros originales de L. Frank Baum, se transmitió en la cadena japonesa TV Tokyo desde el 6 de octubre de 1986 hasta el 28 de septiembre de 1987. Consta de 52 capítulos, que explican otras partes de la historia de Oz, incluyendo eventos que suceden después de que Dorothy deja Oz por primera vez.
La serie fue transmitida en México por Canal 5 de Televisa en 1987. Años después se retransmitió por el canal TVC a las 6:00 AM con diferente doblaje y basándose en la adaptación que hizo Estados Unidos al anime que incluyó varios cambios a la historia y una música totalmente diferente.
En Puerto Rico fue transmitida por Telemundo Puerto Rico los martes y jueves por la tarde.
En España se retransmitió dentro del espacio infantil Cajón Desastre los sábados por la mañana entre 1988 y 1989.
En Venezuela, la transmite el canal Ávila TV. En 1988-89 la transmitía RCTV.
En Colombia, la transmite el canal infantil Tacho Pistacho a partir del 9 de octubre de 2017.
En Chile, la transmite el canal infantil Tateti.

## Argumento
El mago de Oz se divide en 4 diferentes partes, cada una basada en uno de los libros originales creados por L. Frank Baum.
La primera parte (episodios 1 a 17) es la historia basada en el libro El maravilloso Mago de Oz. Cuenta las aventuras de Dorothy  Gale, una niña huérfana que vive en la granja de sus tíos en Kansas. Un tornado separa su casa del suelo y la lleva al Mundo de Oz. En Oz conoce a la buena bruja del norte, quien le dice que la única persona capaz de mandarla de regreso a su casa es el mago de Oz, después de destruir por accidente a Evanora, la bruja mala del este. En su camino hacia el mago, Dorothy   conoce al Espantapájaros, hecho de paja y sin cerebro, al Hombre de Hojalata, hecho enteramente de metal y sin un corazón, y al León Cobarde quien desea convertirse en valiente. La trama continua fiel al libro. Finalmente regresa a casa en Kansas con la ayuda de la bruja buena del sur, Glinda.
La segunda parte (episodios 18 al 30) adapta El Maravilloso Mundo de Oz. Dorothy regresa a la tierra de Oz y se encuentra con la aprendiz de bruja mala Mombi, quien desea convertir a Dorothy en una estatua. Mientras tanto Ginger y su "ejército" de chicas rebeldes (tan solo son 4) tratan de tomar la Ciudad Esmeralda. Los mayores cambios comparados con el libro son la falta de Bichovaivén y la inclusión de Dorothy a la historia (ella no está presente en la novela original). Además, los personajes no cambian su personalidad en la serie de anime, mientras que en la segunda novela de Baum, aquellos personajes tan tiernos e inocentes que eran el espantapájaros y el hombre de hojalata se convierten en unos egocéntricos e impertinentes. En el anime continúan siendo carismáticos.
La tercera parte de la serie es una adaptación del tercer libro de Oz, Ozma de Oz, y cubre los episodios 31 al 41. El grupo viaja al país vecino de Ev para encontrar al príncipe perdido y rescatarlo. Ahí, conocen al Rey Gnomo, el villano en esta parte de la serie.
La parte final (episodios 42 a 52) está basado en La Ciudad Esmeralda de Oz, el sexto libro de Oz. Continua directamente de la parte anterior, el Rey Gnomo planea su venganza -conquistar la Ciudad Esmeralda usando cuevas subterráneas cavadas con un gusano gigante.
Aunque basadas en los libros, la historia de la tercera y cuarta parte se mantiene separada de su fuente original. Los personajes son renombrados y no guardan parecido con su apariencia en los libros, o simplemente no están ahí. Por ejemplo, los personajes pueden cruzar caminando libremente el Desierto Mortal y Billina ni siquiera viene de Kansas. Un tema importante del libro La Ciudad Esmeralda de Oz es la llegada de Tía Em y Tío Henry a Oz, cosa que nunca ocurre en la serie.Dorithy al final deja Oz una vez más para regresar a su hogar en Kansas. El motivo por el cual la cuarta y 5.ª novela, Dorothy  y el mago de Oz y "El camino a Oz", no fueron adaptadas, es desconocido.

## Música
- Tema de Inicio: Fancy Girl (Satoko Yamano)
- Tema Final: Mahō no Crayon (Kumiko Ōsugi y Ema Ōsugi)

## Personajes
Los personajes son Dorothy, el Leñador, León Cobarde, y el Espantapájaros, también la malvada bruja Mombi y un pequeño niño llamado Tip, quien es en realidad la princesa Ozma.
| Personaje                         | Seiyuu                                                                             |
| Dorita                            | Sumi Shimamoto en español doblada por Marcela Boares y después por Isabel Martiñon |
| Leñador                           | Yoshito Yasuhara                                                                   |
| Espantapájaros                    | Takuzō Kamiyama                                                                    |
| León                              | Ichirō Nagai                                                                       |
| Theodora, Bruja Malvada del Oeste | Naoko Kōda                                                                         |
| Mombi                             | Chie Kitagawa                                                                      |
| Jack Calabaza                     | Kazuyo Aoki                                                                        |
| Tip/Princesa Ozma                 | Masako Nozawa                                                                      |

## Episodios
1. Dorothy conoce a los duendes
2. Dorothy hace un amigo
3. Aventuras en el camino amarillo
4. Viaje a la Ciudad Esmeralda
5. Salvados por la reina ratón
6. La ciudad esmeralda al fin
7. El mago pide un por favor
8. La malvada bruja del oeste
9. Los poderes mágicos de Dorothy
10. Libres de la bruja
11. Momby, Tip y el sombrero rojo
12. De regreso a la Ciudad Esmeralda
13. El secreto del mago
14. El mago al rescate
15. Viaje al sur
16. Glinda, la bruja buena
17. Hogar, dulce hogar
18. El encuentro de Dorothy y el mago
19. El regreso a Oz
20. Huyendo de Mombi
21. El ataque de Jinjur, la generala
22. Escape de la Ciudad Esmeralda
23. El hombre de hojalata al rescate
24. Mombi y su magia
25. Atrapados en el palacio
26. La huida mágica
27. Glinda al rescate
28. La captura de la Ciudad Esmeralda
29. Mombi intenta engañar a Glinda
30. Ozma, la princesa de Oz
31. Tik Tok, el hombre mecánico
32. El príncipe secuestrado
33. El desierto de la muerte
34. La gallina parlante
35. Los monstruos de la piedra
36. La ciudad subterránea de los gnomos
37. Las estatuas de marfil
38. Dorothy engaña al rey
39. Los gnomos contraatacan
40. La trampa del rey gnomo
41. Salvados por el sol
42. La venganza del rey gnomo
43. El secreto de la princesa Ozma
44. La señora tijerilla y el señor Fuddle
45. El triturador se une a los gnomos
46. El agua del olvido
47. Gnomos al ataque
48. Un duende ayuda al rey
49. La coronación de Ozma
50. Los gnomos atacan
51. Dorothy y sus amigos defienden el palacio
52. Un final feliz

(*) Estos episodios fueron traducidos del inglés por lo que no pueden corresponder necesariamente al doblaje en español.

## DVD y VHS
En 1996 salió a la venta un VHS con los primeros 2 episodios de la serie doblada al español.
En junio de 2004 en Estados Unidos, salió a la venta un paquete con la serie resumida en 4 películas, 1 película de 90 minutos por cada temporada, la serie en inglés es narrada por Margot Kidder y se mantienen sus narraciones en los resúmenes de cada película. También se distribuyeron cada película por separado.
Ese mismo año salió a la venta un DVD en México con el título El Magnífico Mago de Oz La Película. Teniendo un pésimo redoblaje, este resumen es el que corresponde al primer volumen que salió a la venta en Estados Unidos.
En Francia están a la venta los 52 capítulos de la serie completa, sin embargo es la versión estadounidense que tiene ediciones en los capítulos, narraciones innecesarias y un opening diferente.
En Taiwán/China es el único lugar donde se puede conseguir la serie intacta. Sin embargo no tiene remasterización y la imagen puede ser un poco mala.
En diciembre del 2007 salió a la venta un paquete con 4 discos que incluyen 52 capítulos de la serie, sin embargo es el segundo doblaje que se realizó y que está basado en la edición estadounidense, no en la versión japonesa que se transmitió en Canal 5 de Televisa en los años 90. Al poco tiempo desapareció la casa editora que los distribuyó debido a su mala calidad en ese y otros lanzamientos.